# Sexmilaren
Sexmilaren är en fjärd i Finland. Den ligger i landskapet Egentliga Finland, i den sydvästra delen av landet, 220 km väster om huvudstaden Helsingfors.
Sexmilaren avgränsas av Enskär i väster, Putsaari i norr, Vähä-Vehanen, Iso Harmaakari och Vähä-Hylkimys i öster samt Juhanöörinriutat, Flatu och Keskikallio i söder. Den ansluter till Kivikarinaukko i sydöst.